# Racks on Racks
«Racks on Racks» — песня, записанная американским рэпером Lil Pump. Песня вошла во второй студийный альбом Пампа Harverd Dropout, который вышел 22 февраля 2019 года. Песня была спродюсирована Diablo.

## Предыстория
21 октября 2018 года Pump поделился отрывком песни в Instagram. Премьера песни состоялась на Beats 1 Зейном Лоу и была включена во второй студийный альбом Harverd Dropout. Uproxx сравнили песню с синглом Pump 2017 года «Gucci Gang».

## Музыкальное видео
Официальный видеоклип на песню режиссера BRTHR был выпущен 31 января 2019 года.

## Чарты
| Чарт (2019)                                | Высшая позиция |
| ------------------------------------------ | -------------- |
| Бельгия/Фландрия (Ultratip Bubbling Under) | 34             |
| Канада (Billboard Canadian Hot 100)        | 77             |
| Чехия (Singles Digitál Top 100)            | 62             |
| Франция (SNEP)                             | 155            |
| Ирландия (IRMA)                            | 89             |
| Литва (AGATA)                              | 65             |
| Новая Зеландия Hot Singles (RMNZ)          | 5              |
| Словакия (Singles Digitál Top 100)         | 39             |
| Швеция Heatseeker (Sverigetopplistan)      | 8              |
| Швейцария (Schweizer Hitparade)            | 68             |
| США (Billboard Bubbling Under Hot 100)     | 2              |
| США (Billboard Hot R&B/Hip-Hop Songs)      | 46             |